# Élections municipales partielles de 2024 à Gatineau
Les élections municipales partielles de 2024 à Gatineau se tiennent le 9 juin 2024, afin d'élire le nouveau maire de Gatineau pour le reste du mandat 2021-2025, à la suite de la démission de la mairesse France Bélisle, survenue le 22 février 2024, ainsi qu'un nouveau conseiller municipal dans le district du Carrefour-de-l’Hôpital, à la suite de la démission d'Olive Kamanyana — candidate à la mairie — survenue le 25 avril suivant.
À la mairie, c'est Maude Marquis-Bissonnette, cheffe d'Action Gatineau, qui remporte l'élection face à six candidats indépendants, dont l'ancien maire, Yves Ducharme. Marquis-Bissonnette est la première à être élue à la mairie de Gatineau lors d'une élection partielle depuis la fusion municipale de 2002 et la première depuis la victoire de Guy Lacroix à l'élection partielle de 1994. Dans le district du Carrefour-de-l’Hôpital, c'est la candidate d'Action Gatineau, Catherine Craig-St-Louis, qui remporte l'élection partielle.

## Contexte

### Démission de France Bélisle

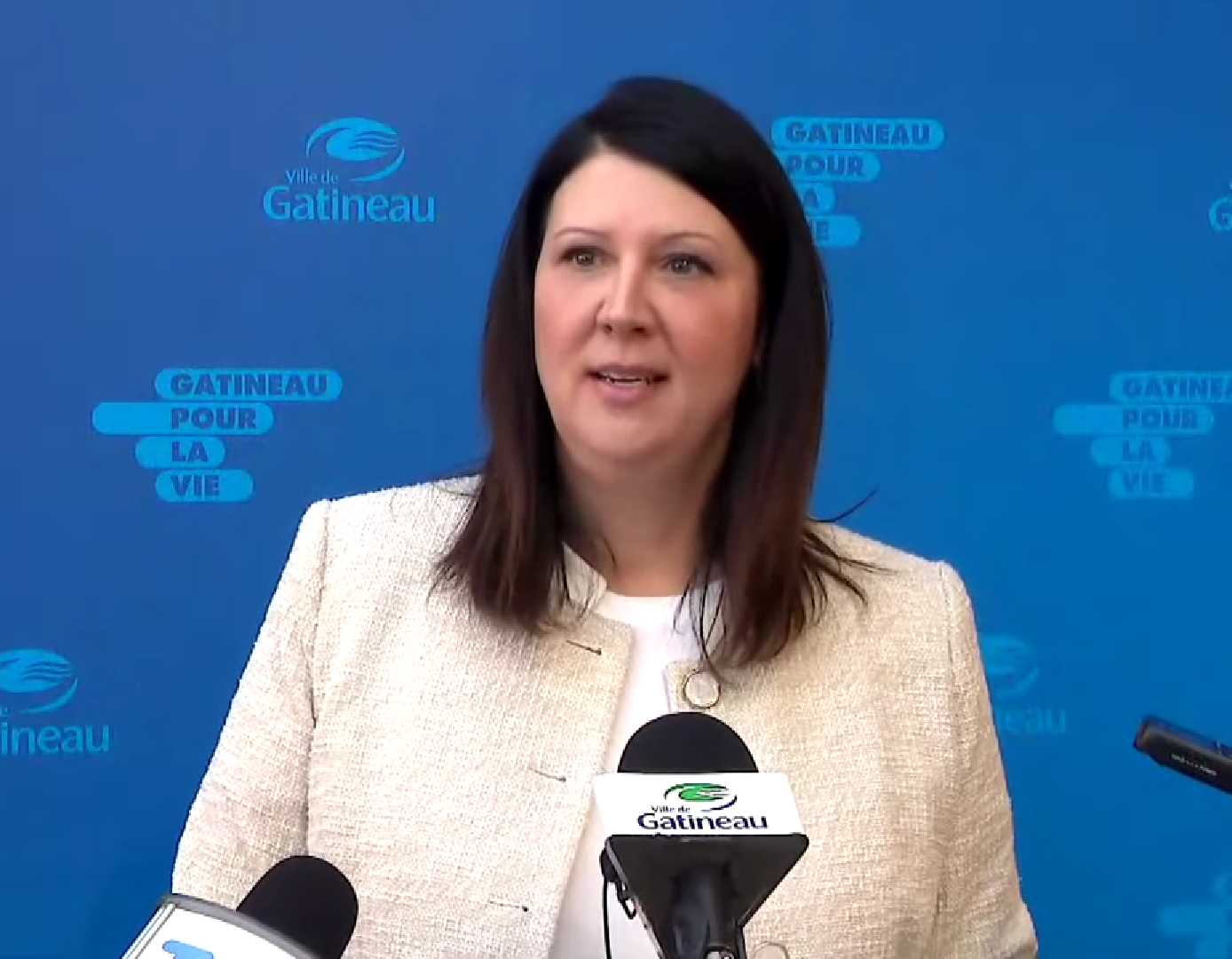
La mairesse France Bélisle annonce sa démission en conférence de presse le 22 février 2024.

France Bélisle est élue mairesse de Gatineau lors des élections municipales de 2021, devenant ainsi la première femme à accéder à ce poste. Elle convoque une conférence de presse le 22 février 2024, pour discuter de son avenir politique. Elle y annonce qu'elle démissionne de son poste de mairesse, citant un climat politique toxique au conseil municipal et déclarant avoir reçu des menaces de mort. Le maire de Québec, Bruno Marchand, la mairesse de Montréal, Valérie Plante, la mairesse de Sherbrooke, Évelyne Beaudin et le maire d'Ottawa, Mark Sutcliffe, félicitent Bélisle pour son ouverture et sa résilience, tandis que certains soulignent leur tristesse face à cette situation. Daniel Champagne, le conseiller municipal du district du Versant, est nommé maire suppléant une semaine auparavant, et devient par conséquent maire par intérim de la ville, conformément à la Loi sur les cités et villes,.

### Rumeurs d'un nouveau parti politique

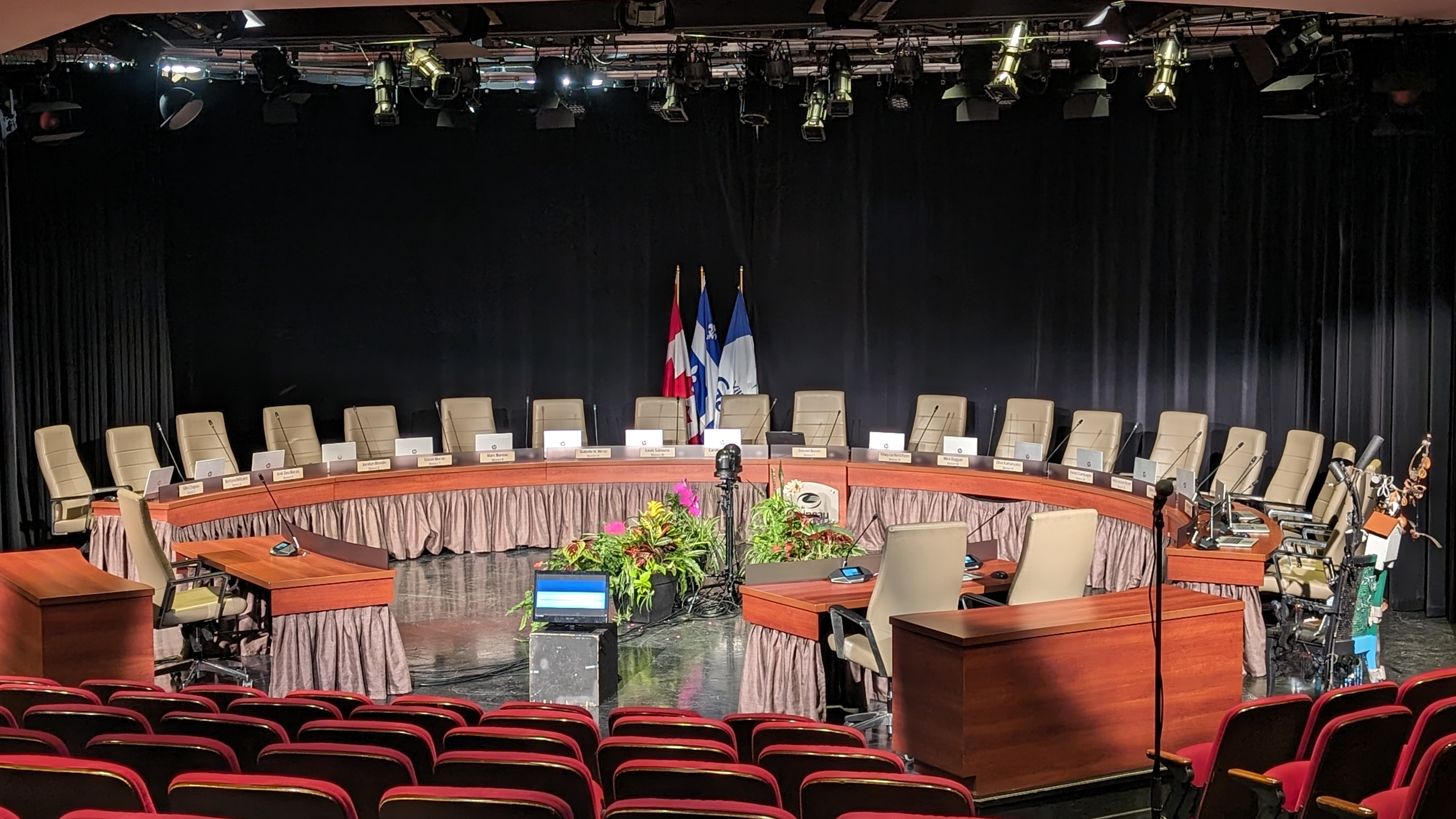
Depuis octobre 2022, des rumeurs circulent selon lesquelles un nouveau parti politique pourrait faire son apparition au conseil municipal de Gatineau.

Dès 2022, des rumeurs circulent selon lesquelles un deuxième parti politique pourrait se former à Gatineau avant les élections municipales de 2025. Celles-ci découlent des arguments de certains conseillers municipaux indépendants et de commentateurs politiques par rapport aux avantages qu'Action Gatineau — seule formation politique de la ville — détiendrait en comparaison avec les élus indépendants. Le premier à évoquer cette idée est le conseiller municipal du district de Buckingham, Edmond Leclerc, qui affirme aux médias en octobre 2022 qu'il réfléchit à l’idée de créer un parti politique aux côtés du conseiller municipal du district d'Aylmer, Steven Boivin. En parallèle, France Bélisle, la mairesse de la ville, réfléchit également à l'idée de former son propre parti. L'ancienne conseillère municipale et fille de l'ancien maire, Marc Bureau, Audrey Bureau, envisage aussi de former son propre parti politique en prévision à une éventuelle candidature à l'élection partielle avant de se retirer de la course.

### Processus d'élections partielles
Comme France Bélisle a démissionné plus de 12 mois après le début de son mandat, la Loi sur les élections et les référendums dans les municipalités prévoit qu'une élection partielle doit avoir lieu pour la remplacer. Celle-ci doit avoir lieu dans les quatre mois suivant la démission du maire précédent. Le greffier de la ville, qui agit à titre de directeur général des élections lors des élections municipales à Gatineau, doit fixer un dimanche comme date de l'élection partielle. Les candidats qui sont membres du conseil municipal au moment du dépôt de leur candidature doivent également démissionner de leur poste pour pouvoir se présenter à l'élection partielle. C'est dans ce contexte qu'Olive Kamanyana, candidate à la mairie, démissionne de son poste de conseillère municipale du district du Carrefour-de-l’Hôpital, afin d'y permettre la tenue d'une élection partielle le même jour.
Le 27 février 2024, la greffière Véronique Denis annonce que l'élection partielle aura lieu le 9 juin 2024 et que le vote par anticipation aurait lieu le 2 juin. La période de nomination des candidats aura lieu du 26 avril au 10 mai. Le bureau du greffier municipal estime que l'élection partielle coûtera plus de 2 millions de dollars. Le 26 avril, un avis public est donné afin d'informer les citoyens de la ville de la tenue d'élections partielles à la mairie et dans le district du Carrefour-de-l’Hôpital.

### Chronologie

#### 2021
- 16 novembre : France Bélisle est élue mairesse de Gatineau[12].

#### 2024
- 22 février : Bélisle annonce qu'elle démissionne de son poste de mairesse[2].
- 27 février : la greffière Véronique Denis annonce le calendrier officiel de l'élection partielle[10].
- 4 mars : la conseillère municipale Olive Kamanyana annonce sa candidature[13].
- 11 mars : l'homme d'affaires Jacques Bélanger annonce sa candidature[14].
- 16 mars : l'ancien candidat pour le Parti populaire du Canada dans la circonscription de Gatineau, Mathieu Saint-Jean, annonce sa candidature[15].
- 18 mars : l'ancien directeur des communications de France Bélisle, Daniel Feeny, confirme sa candidature à la mairie[16].
- 27 mars : l'ancien président de la Chambre de commerce de Gatineau, Stéphane Bisson, annonce sa candidature[17].
- 10 avril : Maude Marquis-Bissonnette est élue cheffe d'Action Gatineau par acclamation, devenant ainsi la candidate du parti à l'élection[18].
- 13 avril : Rémi Bergeron annonce sa candidature[19].
- 15 avril : Yves Ducharme annonce sa candidature[20].
- 18 avril : Jacques Bélanger retire sa candidature et se rallie à celle d'Yves Ducharme[21].
- 25 avril : Olive Kamanyana démissionne de son poste de conseillère municipale du district du Carrefour-de-l’Hôpital afin d'y permettre la tenue d'une élection partielle le même jour que celle de la mairie[9].
- 26 avril : ouverture de la période de nomination des candidats[22].
- 10 mai : clôture de la période de nomination des candidats[22].
- 10 au 30 mai : révision de la liste électorale[22].
- 2 juin : vote par anticipation[22].
- 9 juin : jour du scrutin[22].

## Candidats à la mairie

### Candidats déclarés

#### Rémi Bergeron
Rémi Bergeron est candidat à la mairie lors des élections municipales de 2017 et de 2021. Le 29 mars 2024, il affirme réfléchir à se présenter à l'élection partielle. Le 13 avril suivant, il confirme qu'il se lance dans la course.
Bergeron propose le site du centre de formation professionnelle Asticou afin d'y bâtir le prochain hôpital de la région. Il s'oppose au projet de tramway de Gatineau ainsi qu'à la hausse de taxe pour le renouvellement des plaques d’immatriculation recommandée par la Société de transport de l'Outaouais.

#### Stéphane Bisson
Stéphane Bisson est courtier immobilier qui était jusqu'à tout récemment président de la Chambre de commerce de Gatineau. Il annonce sa candidature comme candidat indépendant à la mairie le 27 mars.
Dans le dossier de l'itinérance, Bisson compte revendiquer davantage de moyens de la part du gouvernement du Québec pour faire face à la situation, estimant d'ailleurs que la situation à Gatineau est particulière en raison de la frontière avec l'Ontario. Il propose d'utiliser le site du Centre Robert-Guertin afin d'y construire des logements sociaux et d'utiliser les motels en fin de vie afin d'y loger temporairement les personnes en situation d'itinérance. Pour ce qui est de la consultation publique, Bisson propose de créer des conseils de quartier pour chacun des secteurs de la ville.
En matière de transport en commun, Bisson souhaite mettre le projet de tramway de Gatineau sur pause, sans des études concluantes dans le dossier et sans l'appui financier du gouvernement fédéral. Il propose d'augmenter le service de la Société de transport de l'Outaouais durant les heures de pointe, et de le diminuer lors des heures moins achalandées. Il propose aussi d'aménager davantage de voies réservées aux bus et le prolongement du Rapibus dans l'ouest de la ville. Enfin, il s'oppose à la hausse de taxe sur l'immatriculation proposée par la STO, proposant plutôt une contribution des utilisateurs n'habitant pas le territoire de Gatineau.
En ce qui a trait à la culture, Bisson souhaite assurer la rétention des artistes, mettre en œuvre de la nouvelle politique culturelle de Gatineau, voir à l'organisation d'évènements dans l'ensemble des quartiers de la ville, et travailler à la « réconcili[ation] » des secteurs. Il estime qu'une certaine partie de la population de l'ouest et de l'est de la ville s'identifient moins à Gatineau, vingt-deux ans après la fusion municipale. Il pense que Gatineau doit davantage intégrer, célébrer et offrir davantage de visibilité aux différents groupes ethniques qui la composent.

#### Yves Ducharme

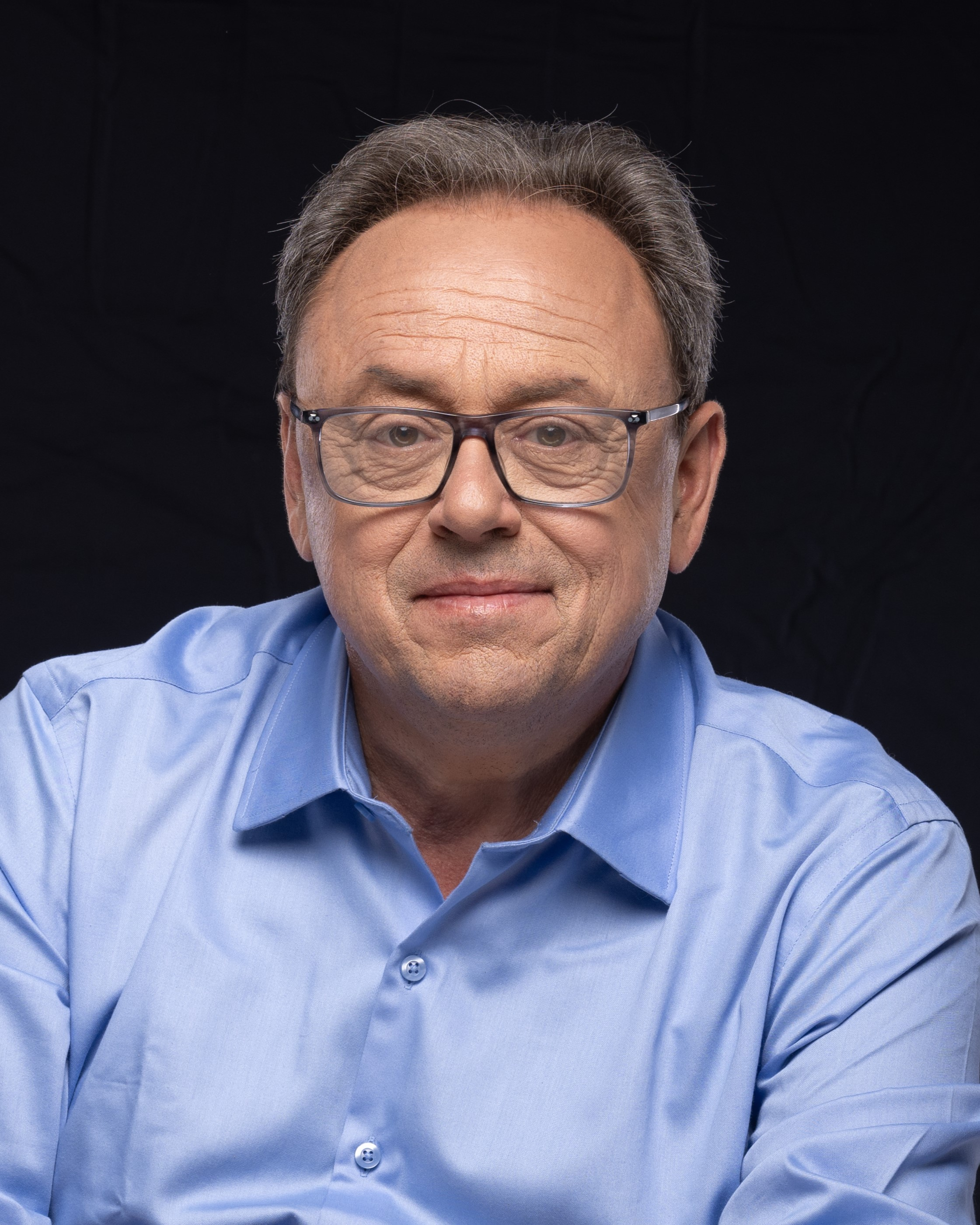
Yves Ducharme, candidat indépendant à la mairie.

Yves Ducharme est le maire de Hull de 1992 à 2001, puis de Gatineau de 2001 à 2005. À partir de 2017, il occupe un poste de consultant en développement commercial au sein de l'entreprise immobilière Brigil. Le 27 mars 2024, il se dit en « sérieuse réflexion » par rapport à une potentielle candidature à la mairie. Il annonce qu'il se lance dans la course le 13 avril dans une publication sur le réseau LinkedIn, qu'il retire quelques heures plus tard, avant de confirmer son annonce aux médias deux jours plus tard.
En matière d'itinérance, Ducharme propose le nettoyage des berges du ruisseau de la Brasserie, de rencontrer le maire d'Ottawa, Mark Sutcliffe et de créer un groupe d'action pour les personnes en situation d'itinérance. Il réclame une intervention du gouvernement du Québec dans ce dossier, estimant que la ville de Gatineau « a déjà fait sa large part » à cet égard.
En ce qui a trait au projet de tramway de Gatineau, Ducharme se dit prêt à l'appuyer, à condition que des études démontrent que celui-ci soit la meilleure option de transport en commun pour l'ouest de la ville et que les coûts soient raisonnables pour la Société de transport de l'Outaouais. En matière de transport en commun, Ducharme propose une extension du service de transport à la demande dans l'ouest de la ville et de faire pression sur le gouvernement du Québec afin que les villes voisines contribuent également au financement de la STO. En attendant que ce soit chose faite, il compte instaurer des tarifs différenciés plus élevés pour les non-résidents de Gatineau utilisant le réseau.
Pour ce qui est de la culture, Ducharme a pour priorité la réalisation du projet du Musée régional de l'Outaouais et de trouver un lieu permettant l'établissement permanent de celui-ci. Il vise aussi à garantir la pérennité des lieux de diffusion de la culture de la ville, comme le Théâtre de l'Île et le cabaret La Basoche.

#### Daniel Feeny

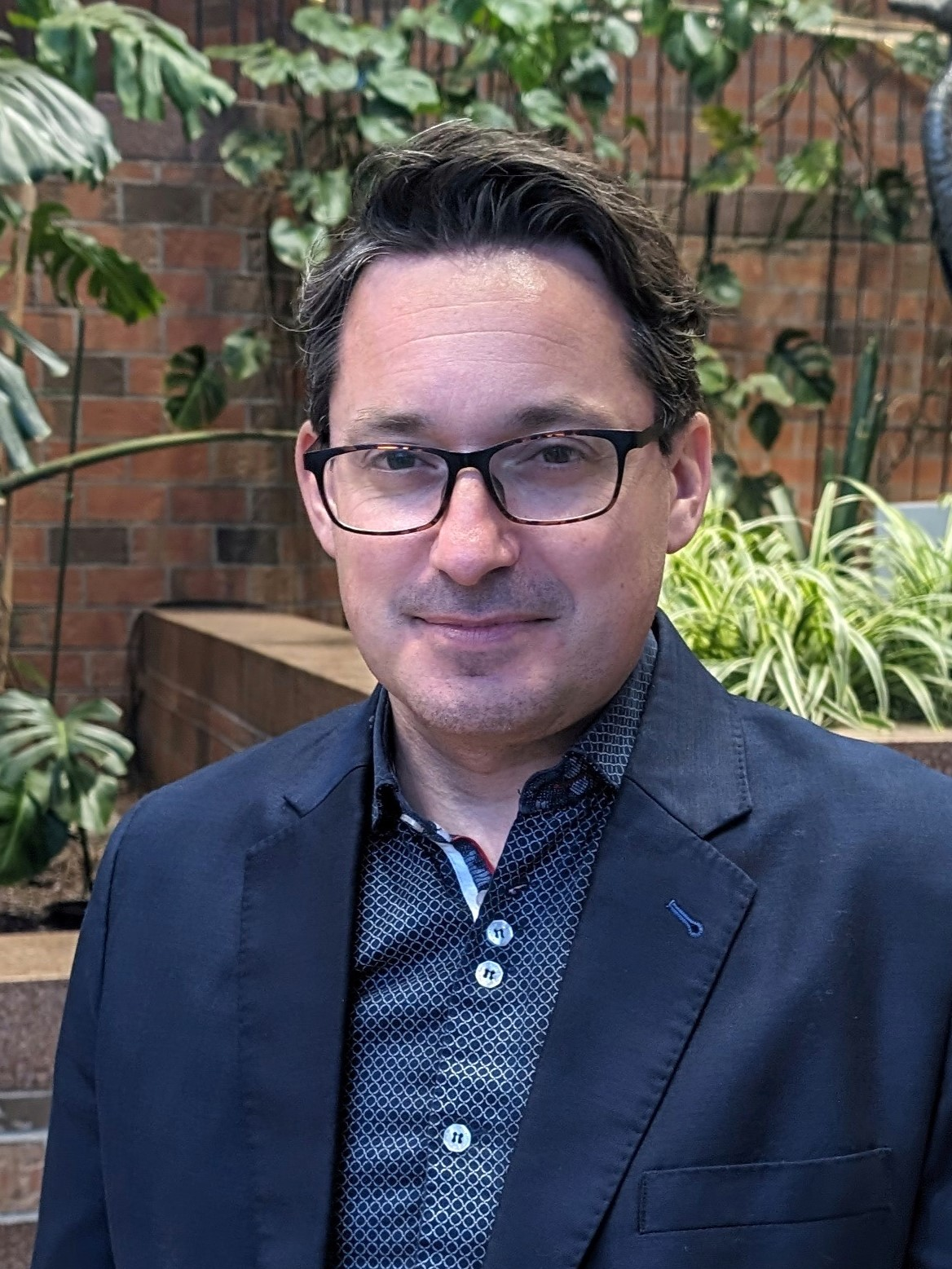
Daniel Feeny, candidat indépendant à la mairie.

Daniel Feeny est le directeur des communications et des relations intergouvernementales de la mairesse France Bélisle durant son mandat. Avant d'occuper cette fonction, il a également été responsable du développement et de la mise en œuvre des stratégies de communications de la Commission de la capitale nationale du Canada. Il annonce sa candidature comme candidat indépendant à la mairie le 18 mars.
Il affirme qu'il adhère aux principales politiques mises en place par Bélisle, mais qu'il est possible que certaines de ses positions diffèrent de celles de l'ex-mairesse. Il souhaite notamment maintenir l'importance accordée à la question du logement de Bélisle, mais compte adopter une autre approche dans le dossier du quartier général du Service de police de la Ville de Gatineau. Feeny précise que bien qu'il se lance dans la course comme candidat indépendant, il n'écarte pas l'idée de former son propre parti politique, déclarant qu'il « ne croi[t] pas que la dynamique à Gatineau pourra changer s’il n’y a toujours qu’un seul parti ».
En matière d'itinérance, Feeny propose de mettre l'accent sur la construction de logements — dont des logements transitoires — et de travailler de concert avec le centre intégré de santé et de services sociaux de l'Outaouais dans ce dossier. Il propose aussi de créer un poste de commissaire à l'itinérance pour faciliter la coopération entre les différents palliers de gouvernement et les acteurs du milieu. Pour ce qui est de la crise du logement en elle-même, Feeny propose de s'y attaquer en lançant la construction de 300 logements sociaux par année pour les six prochaines années.
Pour ce qui est de la question environnementale, Feeny compte accélérer la mise en application du plan climatique de la ville. Il estime que les initiatives en matière d'environnement n'ont pas pu bénéficier de suffisamment de ressources humaines et financières. Pour pallier la situation, il souhaite accorder un premier financement de 25 millions de dollars et obtenir des subventions gouvernementales à cet effet. Il propose aussi un réaménagement de l'administration de la ville pour assurer la mise en œuvre de ses initiatives environnementales.
En matière de culture, Feeny a pour priorité la mise en œuvre de la politique culturelle de Gatineau, estimant qu'elle va « donner tout un élan à [la] ville ». Il souhaite aussi travailler sur le projet du Musée régional de l'Outaouais et inclure davantage les groupes ethniques — comme les communautés afro-descendante et portugaise — à travers la toponymie de la ville.

#### Olive Kamanyana

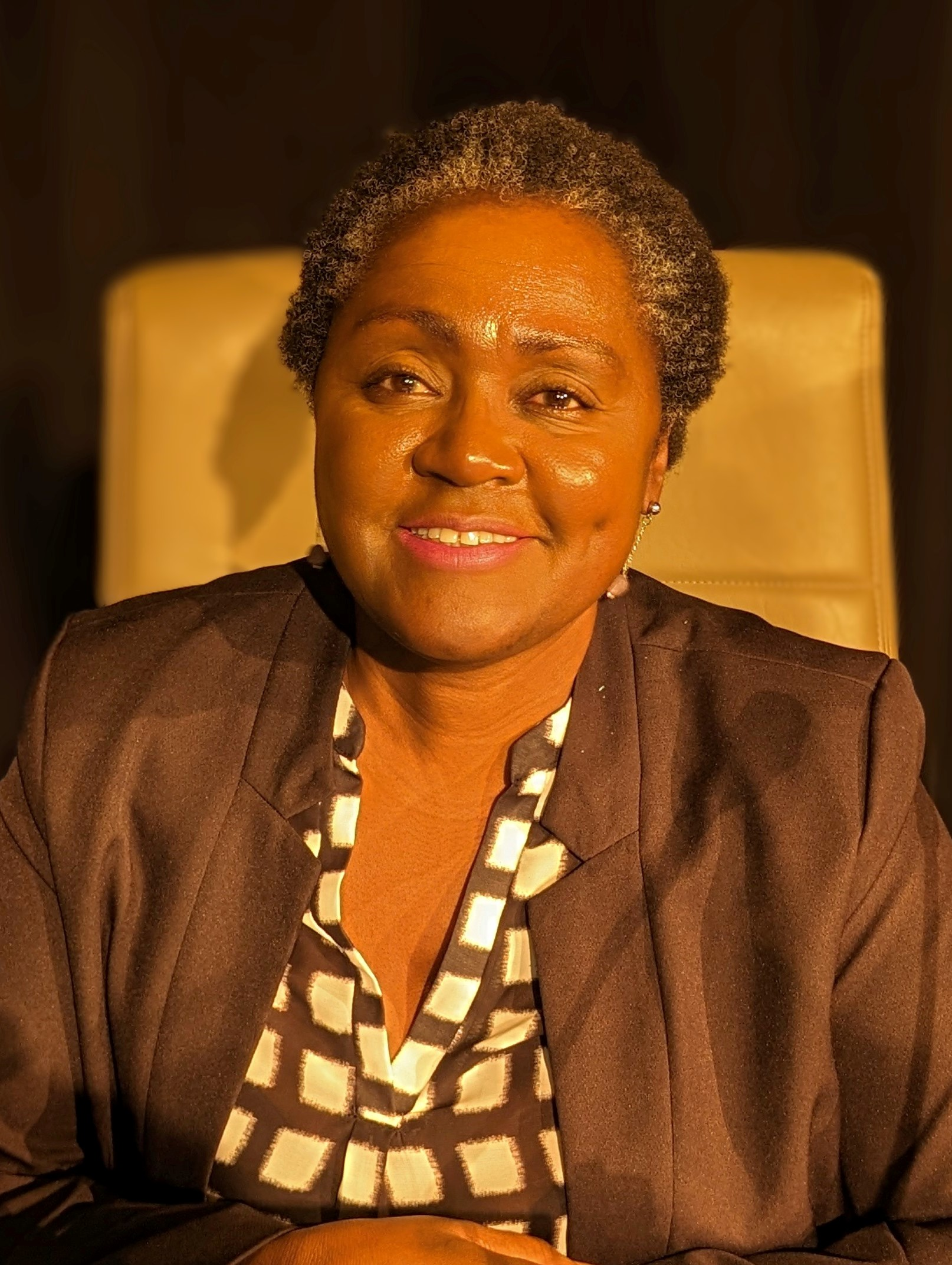
Olive Kamanyana, candidate indépendante à la mairie.

Olive Kamanyana est chercheuse et titulaire d'un doctorat en sciences sociales appliquées de l'Université du Québec en Outaouais ainsi que d'une maîtrise et d'un baccalauréat de l'Université Laval. Elle est élue conseillère municipale du district du Carrefour-de-l'Hôpital lors des élections municipales de 2021. Elle a également été la candidate de la Coalition avenir Québec lors des élections générales de 2018 dans la circonsciption de Pontiac. Elle annonce sa candidature comme candidate indépendante à la mairie le 4 mars, puis démissionne de son poste de conseillère municipale du district du Carrefour-de-l'Hôpital le 25 avril, afin qu'une élection partielle puisse avoir lieu dans le district le même jour que celle de la mairie, le 9 juin.
Elle propose la création d'un conseil scientifique au sein de la ville, la mise en place de programmes d'inclusion et de diversité, ainsi que des projets de nettoyage des berges. Kamanyana souhaite faire du dossier de l'itinérance la priorité de son mandat, proposant des investissements dans des logements sociaux. Elle déplore que certains candidats mettent l'accent sur le nettoyage des lieux, plutôt que sur la gestion des personnes en situation d'itinérance. Elle souhaite également créer un fonds pour faire face à la crise et se dit prête à investir un montant important à cet effet, qui serait décidé avec « les gens autour de la table ».
En matière de transport en commun, Kamanyana s'oppose à la taxe sur l'immatriculation proposée par la Société de transport de l'Outaouais, estimant que d'autres avenues doivent être considérées pour régler les problèmes financiers de la société.
Elle souhaite également renforcer l'identité de la ville et des secteurs qui la constituent, estimant que « citoyens croient avoir perdu de la considération au détriment de secteurs plus en croissance ». Pour faire face à cet enjeu, elle s'engage à se pencher sur l'« équité dans les dépenses budgétaires » entre les cinq secteurs et propose que les élus de la ville établissent un diagnostic des besoins de chacun d'entre eux. Elle amène aussi l'idée de créer un fond dans lequel la ville, les différents palliers de gouvernement et les entreprises privées contribueraient pour assurer la réalisation de projets particuliers, citant la revitalisation du centre-ville. Elle compte lancer un concours pour la réalisation d'une « œuvre monumentale » rendant hommage à l'histoire de Gatineau. Enfin, elle propose l'instauration de cinq « journées de célébration », pour rassembler les citoyens de chaque secteurs et renforcer l'identité de ces derniers.

#### Maude Marquis-Bissonnette

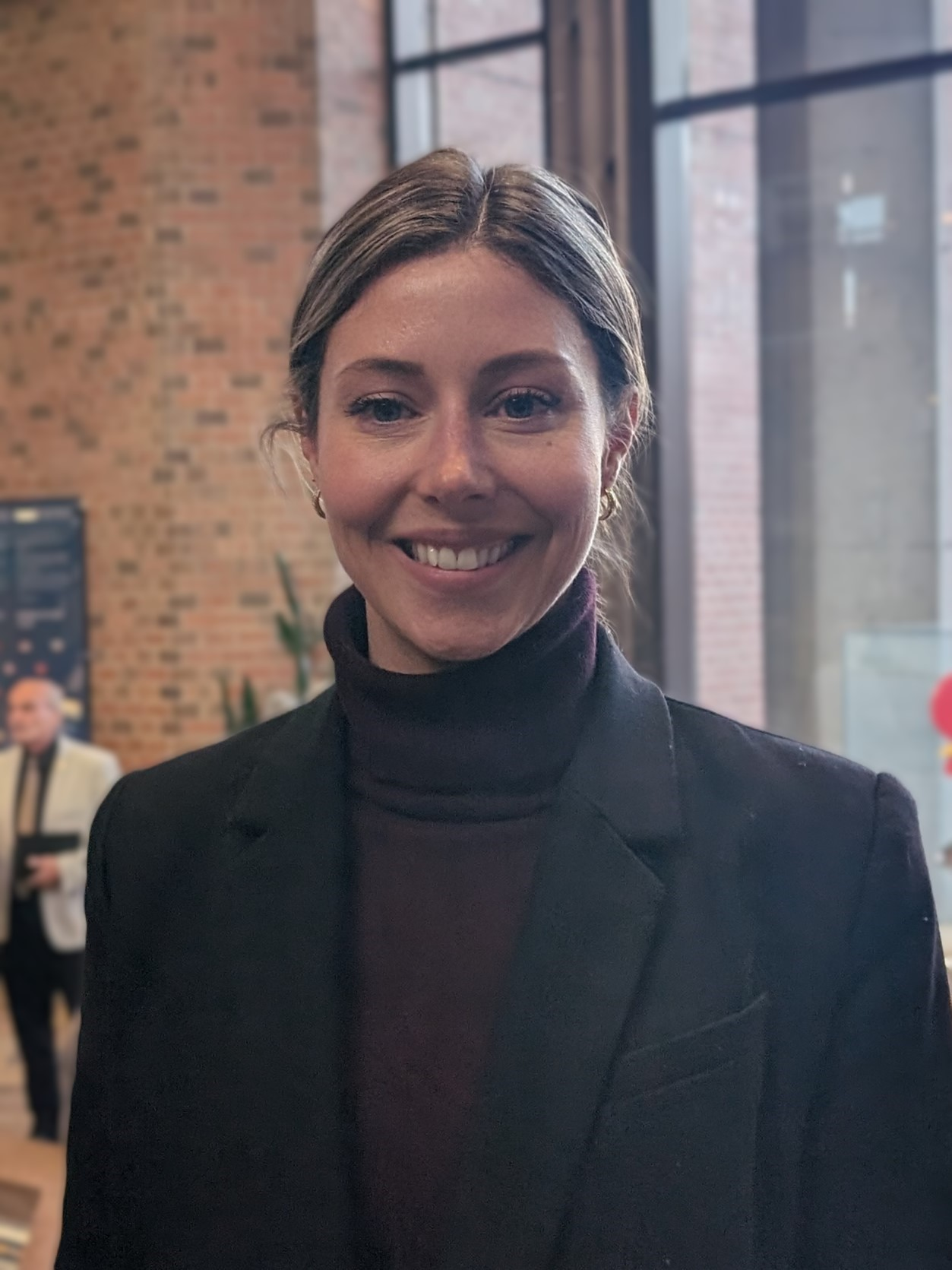
Maude Marquis-Bissonnette, candidate d'Action Gatineau à la mairie.

Maude Marquis-Bissonnette est conseillère municipale du district du Plateau de 2017 à 2021. Elle est élue cheffe d'Action Gatineau en 2021 et se lance comme candidate à la mairie lors des élections municipales de 2021, au terme desquelles elle est défaite par France Bélisle, ce qui la convainc de quitter la chefferie de son parti. Elle devient ensuite professeure adjointe en gestion municipale au campus de l'Outaouais de l'École nationale d'administration publique et rejoint un panel du Téléjournal Ottawa-Gatineau de Radio-Canada en tant qu'analyste politique. Le 25 mars 2024, elle annonce briguer à nouveau la chefferie d'Action Gatineau avec l'intention de se lancer dans la course à la mairie. Le 10 avril suivant, elle est élue à la tête du parti sans opposition.
Dans le dossier de l'itinérance, Marquis-Bissonnette compte travailler de concert avec le gouvernement du Québec afin de créer davantage de logements sociaux. En ce qui a trait à la crise du logement, elle propose la mise en application d'un zonage incitatif, par lequel la ville peut cibler des zones dans lesquelles les promoteurs immobiliers ont plus de flexibilité en échange de certains engagements de leur part, comme la construction de logements abordables et l'aménagements d'espaces verts. Elle propose aussi des crédits de taxe et d'appliquer le droit de préemption permettant à la ville d'avoir la priorité pour l'achat de certains terrains et immeubles, afin de faciliter l'aménagement de logements sociaux et abordables. En matière de consultation publique, Marquis-Bissonnette souhaite constituer « un lieu d’échange et de dialogue entre les citoyens et les promoteurs pour tous les projets ».
En matière de culture, Marquis-Bissonnette souhaite mettre de l'avant la mise en œuvre de la politique culturelle de la ville, de même que le projet du Musée régional de l'Outaouais. Elle souhaite également valoriser l'art public dans le centre-ville, « rehausser l'attractivité » de certaines artères commerciales et « accroître le dynamisme économique » de la ville en misant sur la culture. Elle compte se montrer à l'écoute des besoins des artistes et des organismes culturels et offrir une meilleure accessibilité aux artistes de la ville issus de la diversité. Enfin, elle souhaite inaugurer un centre culturel.

#### Mathieu Saint-Jean

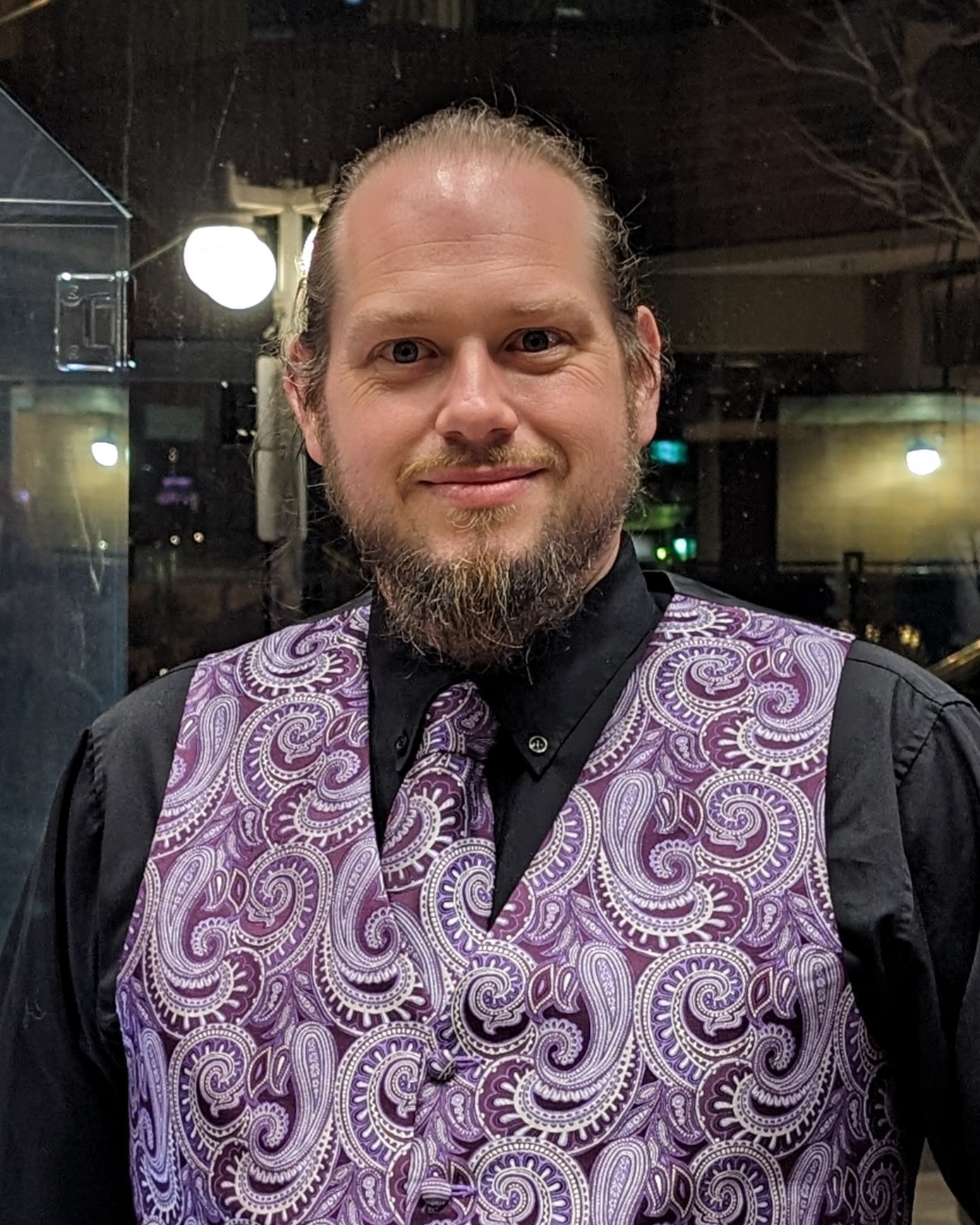
Mathieu Saint-Jean, candidat indépendant à la mairie.

Mathieu Saint-Jean est le candidat du Parti populaire du Canada dans la circonscription de Gatineau lors des élections fédérales de 2021. Il se présente comme un professionnel en matière de service à la clientèle, vente et animation culturelle. Il annonce sa candidature comme candidat indépendant à la mairie le 16 mars.
Il propose une réforme de l'administration de la ville pour diminuer les dépenses de celle-ci et d'investir dans les infrastructures jugées prioritaires. Il apporte l'idée d'un projet de développement de l'énergie en installant des turbines dans les tuyaux d’aqueduc — à l'instar de la ville de Portland, en Oregon — afin d'éclairer la ville et de diminuer les frais d'électricité. Il compte également investir davantage en sécurité publique, afin de combler le manque de policiers au sein du Service de police de la ville de Gatineau.

### Candidats potentiels ayant décliné ou s'étant désistés

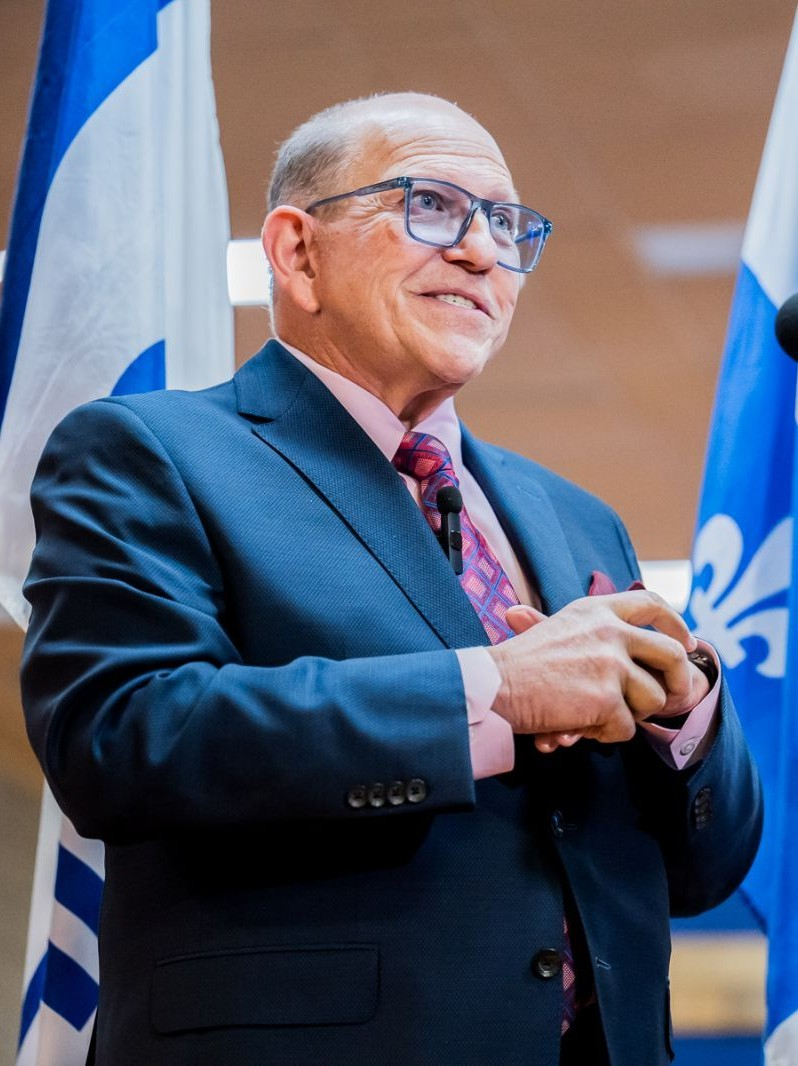
L'homme d'affaires Jacques Bélanger est candidat à l'élection avant de se retirer pour appuyer Yves Ducharme.

- Mario Aubé, conseiller municipal du district de Masson-Angers[45]. Il annonce son appui à Yves Ducharme le 18 avril[46].
- Jacques Bélanger, homme d'affaires et entrepreneur, propriétaire de Top Karting, une piste de karting dans le secteur Hull. Il annonce sa candidature comme candidat indépendant à la mairie le 11 mars[14], qu'il retire le 18 avril pour se rallier à celle d'Yves Ducharme[21].
- Dave Blackburn, professeur à l'Université du Québec en Outaouais, vétéran des Forces armées canadiennes et candidat du Parti conservateur du Canada aux élections fédérales de 2019 dans la circonscription de Pontiac[47].
- Jocelyn Blondin, conseiller municipal du district Manoir-des-Trembles-Val-Tétreau[48]. Il annonce son appui à Yves Ducharme le 18 avril[46].
- Steven Boivin, président du conseil municipal de Gatineau et conseiller municipal du district d'Aylmer[49].
- Audrey Bureau, ancienne conseillère municipale du district d'Aylmer (2017-2021) et fille du conseiller municipal et ancien maire Marc Bureau[7].
- Marc Bureau, conseiller municipal du district Parc-de-la-Montagne-Saint-Raymond et ancien maire de Gatineau (2005-2013)[48].
- Gilles Chagnon, conseiller municipal du district de Lucerne[48]. Il annonce son appui à Yves Ducharme le 18 avril[46].
- Daniel Champagne, maire par intérim (2024) et conseiller municipal du district du Versant[48].
- Mike Duggan, conseiller municipal du district de Pointe-Gatineau, ancien conseiller municipal du district de Lucerne (2013-2017) et de Deschênes (2017-2021) et candidat du Parti conservateur du Canada lors élections fédérales de 2019 dans la circonscription de Hull—Aylmer[48]. Il confirme son appui à Jacques Bélanger le 19 mars[50], puis à Yves Ducharme le 18 avril à la suite du retrait de Bélanger[46].
- Denis Girouard, conseiller municipal du district de Lac-Beauchamp[51]. Il annonce son appui à Yves Ducharme le 18 avril[46].
- Sylvie Goneau, candidate à la mairie lors des élections municipales de 2017, ancienne conseillère municipale du district de Bellevue (2009-2017) et candidate du Parti conservateur du Canada lors des élections fédérales de 2019, dans la circonscription de Gatineau.
- Edmond Leclerc, conseiller municipal du district de Buckingham[48].
- Jean Lessard, conseiller municipal du district de Rivière-Blanche[48]. Il annonce son appui à Yves Ducharme le 18 avril[46].
- Steve Moran (Action Gatineau), chef par intérim d'Action Gatineau et conseiller municipal du district de Hull-Wright[48].
- Caroline Murray (Action Gatineau), conseillère municipale du district de Deschênes[48].
- Tiffany-Lee Norris Parent (Action Gatineau), conseillère municipale du district de Touraine[48].
- Maxime Pedneaud-Jobin (Action Gatineau), ancien maire de Gatineau (2013-2021) et ancien conseiller municipal du district de Buckingham (2009-2013)[52].
- Louis Sabourin (Action Gatineau), conseiller municipal du district de Limbour[48].

## Candidats dans le district du Carrefour-de-l’Hôpital

### Frédérick Castonguay
Frédérick Castonguay est urbaniste et se présente comme candidat indépendant dans le district du Carrefour-de-l’Hôpital lors des élections municipales de 2021, mais est défait par Olive Kamanyana. Castonguay compte poursuivre les chantiers entrepris par Kamanyana. Sa priorité est d'assurer la sécurité des piétons, mentionnant que des citoyens lui ont fait part de préoccupations à ce sujet. Il souhaite aussi la construction d'un terrain de soccer synthétique. Le 31 mai, Castonguay retire sa candidature.

### Catherine Craig-St-Louis
Catherine Craig-St-Louis est urbaniste de formation. Candidate pour le parti Action Gatineau, elle compte faire de la mobilité durable et de la sécurité routière ses priorités.

### Marie-Pier Lacroix
Marie-Pier Lacroix travaille dans le milieu communautaire. Candidate indépendante, elle mentionne vouloir « ramener un esprit rassembleur » dans le district, faire avancer le dossier de la construction d'un terrain synthétique et améliorer les infrastructures piétonnières.

### Kethlande Pierre
Kethlande Pierre,  candidate indépendante, travaille en tant que directrice adjointe pour Innovation, Sciences et Développement économique Canada. Elle détient une maîtrise en génie industriel et gestion de projets technologiques de l'École Polytechnique de Montréal, ainsi qu'un baccalauréat en sciences commerciales avec option en gestion des ressources humaines à l’Université d’Ottawa.[réf. nécessaire]
Elle fait de la sécurité routière et de la sécurité publique ses priorités.

## Sondages

### Avant répartition
| Dernier jour du sondage | Rémi Bergeron | Stéphane Bisson | Yves Ducharme | Daniel Feeny | Olive Kamanyana | Maude Marquis-Bissonnette | Mathieu Saint-Jean | Autre | NSP | Sondeur         | Échantillon | ME   | Source |
| ----------------------- | ------------- | --------------- | ------------- | ------------ | --------------- | ------------------------- | ------------------ | ----- | --- | --------------- | ----------- | ---- | ------ |
| Dernier jour du sondage |               |                 |               |              |                 |                           |                    |       | NSP | Sondeur         | Échantillon | ME   | Source |
| Résultats du vote       | 0,7           | 5,4             | 30,9          | 9,8          | 10,9            | 41,7                      | 0,7                |       |     |                 |             |      | PDF    |
| 23 mai 2024             | 1             | 8               | 17            | 6            | 10              | 27                        | 1                  | 2     | 28  | Segma Recherche | 1000        | ±3,1 | HTML   |
| 2 mai 2024              | 0             | 9               | 19            | 5            | 9               | 27                        | 2                  | 1     | 29  | Segma Recherche | 600         | ±4   | HTML   |

### Après répartition
| Dernier jour du sondage | Rémi Bergeron | Stéphane Bisson | Yves Ducharme | Daniel Feeny | Olive Kamanyana | Maude Marquis-Bissonnette | Mathieu Saint-Jean | Autre | Sondeur         | Échantillon | ME   | Source |
| ----------------------- | ------------- | --------------- | ------------- | ------------ | --------------- | ------------------------- | ------------------ | ----- | --------------- | ----------- | ---- | ------ |
| Dernier jour du sondage |               |                 |               |              |                 |                           |                    |       | Sondeur         | Échantillon | ME   | Source |
| Résultats du vote       | 0,7           | 5,4             | 30,9          | 9,8          | 10,9            | 41,7                      | 0,7                |       |                 |             |      | PDF    |
| 23 mai 2024             | 2             | 11              | 23            | 9            | 14              | 37                        | 1                  | 3     | Segma Recherche | 1000        | ±3,1 | HTML   |
| 2 mai 2024              | 0             | 12              | 27            | 7            | 13              | 38                        | 3                  | 1     | Segma Recherche | 600         | ±4   | HTML   |

## Résultats
| | Action Gatineau                           | Maude Marquis-Bissonnette                 | 27 817  | 41,68 | 4,03 | $85 881.58 |  |
| | Indépendant                               | Yves Ducharme                             | 20 628  | 30,91 | —    | $77 670.15 |  |
| | Indépendante                              | Olive Kamanyana                           | 7 249   | 10,86 | —    | $71 819.69 |  |
| | Indépendant                               | Daniel Feeny                              | 6 533   | 9,79  | —    | $26 187.70 |  |
| | Indépendant                               | Stéphane Bisson                           | 3 574   | 5,36  | —    | $27 090.54 |  |
| | Indépendant                               | Rémi Bergeron                             | 499     | 0,75  | 0,30 | $0.00      |  |
| | Indépendant                               | Mathieu Saint-Jean                        | 435     | 0,65  | —    | $463.31    |  |
| |                                           |                                           |         |       |      |            |  |
| Bulletins valides | Bulletins valides                         | Bulletins valides                         | 66 735  | 99,43 |      |            |  |
| Bulletins rejetés, non marqués et refusés | Bulletins rejetés, non marqués et refusés | Bulletins rejetés, non marqués et refusés | 380     | 0,57  | 0,18 |            |  |
| Taux de participation | Taux de participation                     | Taux de participation                     | 67 115  | 33,06 | 2,05 |            |  |
| Nombre total d'électeurs admissibles | Nombre total d'électeurs admissibles      | Nombre total d'électeurs admissibles      | 203 032 |       |      |            |  |
| Note : Les couleurs attribuées à chacun des candidats, sauf s'ils sont affiliés à un parti, sont basées sur la couleur dominante utilisée dans leur matériel de campagne (affiches, documentation, etc.) ou dans les graphiques de sondage, et servent à les différencier visuellement. |                                           |                                           |         |       |      |            |  |
| Sources : Ville de Gatineau |                                           |                                           |         |       |      |            |  |

| | Action Gatineau                           | Catherine Craig-St-Louis                  | 1 516 | 41,76 | 17,17 |  |  |
| | Indépendante                              | Marie-Pier Lacroix                        | 1 168 | 32,18 | —     |  |  |
| | Indépendante                              | Kethlande Pierre                          | 946   | 26,06 | —     |  |  |
| |                                           |                                           |       |       |       |  |  |
| Bulletins valides | Bulletins valides                         | Bulletins valides                         | 3 630 | 96,18 |       |  |  |
| Bulletins rejetés, non marqués et refusés | Bulletins rejetés, non marqués et refusés | Bulletins rejetés, non marqués et refusés | 144   | 3,82  | 2,24  |  |  |
| Taux de participation | Taux de participation                     | Taux de participation                     | 3 774 | 40,56 | 0,61  |  |  |
| Nombre total d'électeurs admissibles | Nombre total d'électeurs admissibles      | Nombre total d'électeurs admissibles      | 9 305 |       |       |  |  |
| Note : Les couleurs attribuées à chacun des candidats, sauf s'ils sont affiliés à un parti, sont basées sur la couleur dominante utilisée dans leur matériel de campagne (affiches, documentation, etc.) ou dans les graphiques de sondage, et servent à les différencier visuellement. |                                           |                                           |       |       |       |  |  |
| Sources : Ville de Gatineau |                                           |                                           |       |       |       |  |  |